# Ondergrondse oceaan
Een ondergrondse oceaan (ook wel onderaardse oceaan) is een oceaan die zich onder de oppervlakte van een planeet of maan bevindt. Enkele kandidaten hiervoor zijn Europa en Titan.